# Пиритой
Пиритой е герой от древногръцката митология, цар на лапитите и най-добър приятел на Тезей, син на Диа и Иксион (а според друго предание на самия Зевс).
На сватбата на Пиритой с Хиподамея пияният кентавър Евритон направил опит да похити невястата. Това послужило за повод за битка между лапитите и кентаврите, в която Тезей взел участие. Двата приятели по-късно участвали заедно в битката с амазонките, в лова на Калидонския глиган и в отвличането на Хубавата Елена.
След ранната смърт на Хиподамея овдовелият Пиритой пожелал за жена Персефона, съпругата на бога на подземното царство Хадес и подпомогнат от Тезей направил опит да я похити. Разгневен от опита им, Хадес ги наказал: привидно предлагайки им гостоприемство, ги поканил да седнат на една пейка, за която двамата мигом се срастнали. По-късно Херакъл успял да освободи Тезей, но грехът на Пиритой бил твърде голям и той останал в царството на мъртвите завинаги.